# Teresa Casati
Pour les articles homonymes, voir Casati.
Teresa Casati (née à Milan le 26 septembre 1787, morte à Buccinigo le 26 septembre 1830) est une femme de la noblesse italienne, fille ainée de Gaspare Casati et de Maria des marquis Orrigoni da Ello (1765-1793).

## Biographie
Teresa Casati épouse le 14 octobre 1806 Federico Confalonieri, dit le « Comte Aquila ». Par la suite elle devient dame de cour au service de la vice-reine d'Italie Augusta-Amélie de Bavière, fille du duc Maximilien Ier de Bavière.
Ses sympathies initiales pour le régime napoléonien se portent, sous l'influence de son mari, vers les positions libérales.
Après la condamnation à mort de Federico, en  1823, Teresa se rend à plusieurs reprises à Vienne auprès du couple impérial, François Ier de Habsbourg et de Marie-Thérèse de Bourbon-Naples, pour demander la grâce souveraine. En 1824, la condamnation de Federico Confalonieri est commuée en emprisonnement à vie dans la forteresse du Spielberg.
Au cours des années suivantes, Teresa  s'emploie à obtenir une remise de peine pour son mari. En 1829, elle organise un projet d'évasion qui s'avère un échec et elle se tourne vers Alessandro Manzoni pour qu'il compose une supplique à François Ier. Le texte, composé le 12 février 1830 ne reçoit pas de réponse et après quelques mois Teresa meurt dans le palais des marquis Vidiserti près d'Erba, affaiblie par les différentes tentatives pour sauver son mari du Spielberg.
Son drame inspira Alessandro Manzoni pour la création du personnage d'Ermengarde dans son drame, l'« Adelchi ». On doit aussi à l'auteur l'épitaphe sur la tombe qui se trouve dans la paroi arrière du temple dorique, près du monumental mausolée Casati Stampa de Soncino, dans le cimetière de la ville de Muggiò (Province de Monza et de la Brianza).

## Sources
- (it) Cet article est partiellement ou en totalité issu de l’article de Wikipédia en italien intitulé « Teresa Casati » (voir la liste des auteurs).